# Morti il 12 settembre
| Questa pagina contiene informazioni ricavate automaticamente dalle voci biografiche con l'ausilio del template Bio e di un bot. L'aggiornamento è periodico e automatico e ricostruisce completamente la pagina. Se manca una persona in questa lista, sei pregato di non aggiungerla, ma accertati piuttosto che la sua voce biografica contenga il template Bio e che i dati anagrafici siano correttamente compilati. Se il template Bio manca, inseriscilo tu stesso o, in alternativa, metti l'avviso {{tmp\|Bio}} che ne segnala la mancanza. Se i dati riportati sono sbagliati, correggi direttamente la voce biografica; le modifiche saranno visibili in questa lista entro pochi giorni. Per chiarimenti vedi il progetto biografie. La lista contiene solo le 500 persone che sono citate nell'enciclopedia e per le quali è stato implementato correttamente il template Bio. Pagina aggiornata al 9 ago 2025. |

## IV secolo(2)
- 304 - Serapione di Catania, santo romano
- 349 - Massimino di Treviri, vescovo e santo tedesco

## XI secolo(1)
- 1015 - Lamberto I di Lovanio, nobile fiammingo (n. 950)

## XII secolo(2)
- 1167 - Guelfo II di Toscana, nobile tedesco
- 1185 - Andronico I Comneno, imperatore bizantino (n. 1118)

## XIII secolo(5)
- 1229 - Guglielmo II di Béarn, francese (n. 1185)
- 1258 - Tesauro Beccaria, cardinale e santo italiano
- 1275 - Martino Arimanni, vescovo cattolico italiano
- 1279 - Robert Kilwardby, cardinale inglese
- 1295 - Pietro I della Scala, vescovo cattolico italiano

## XIV secolo(7)
- 1303 - Obizzo Sanvitale, vescovo cattolico italiano
- 1311 - Bertrand des Bordes, cardinale francese
- 1317 - Arnaud de Faugères, cardinale e arcivescovo cattolico francese
- 1335 - Rizzardo VI da Camino, politico e condottiero italiano
- 1348 - Manfredo I Pio, condottiero italiano
- 1362 - Papa Innocenzo VI, papa, vescovo cattolico e cardinale francese (n. 1282)
- 1369 - Bianca di Lancaster, nobile inglese (n. 1345)

## XV secolo(12)
- 1414 - Giovanni di Prades, nobile, politico e militare spagnolo (n. 1335)
- 1427 - Raffaele Fulgosio, giurista italiano (n. 1367)
- 1435 - Guglielmo III di Baviera, nobile (n. 1375)
- 1444 - Angelotto Fosco, cardinale italiano
- 1457 - Gabriele Sforza, arcivescovo cattolico italiano (n. 1423)
- 1459 - Antonio Cerdá y Lloscos, cardinale e arcivescovo cattolico spagnolo (n. 1390)
- 1461 - Gerardo di Cleves-Mark, conte
- 1462 - Tiberto Brandolini, condottiero italiano (n. 1414)
- 1484 - Innico I d'Avalos, militare e politico spagnolo
- 1492 - Bernardo Bellincioni, poeta italiano (n. 1452)
- 1499 - Iolanda di Savoia, principessa (n. 1487)
- 1500 - Alberto III di Sassonia, nobile (n. 1443)

## XVI secolo(8)
- 1506 - Albertino V Boschetti, condottiero e nobile italiano
- 1528 - Antoniotto Adorno, doge (n. 1479)
- 1544 - Clément Marot, poeta francese (n. 1496)
- 1552 - Alessandra Benucci, nobile italiana (n. 1480)
- 1560 - Giovanni Battista Modio, medico, filosofo e scrittore italiano
- 1574 - Berardo Bongiovanni, vescovo cattolico e diplomatico italiano
- 1578 - Benedetto Pagni, pittore italiano (n. 1503)
- 1599 - Ubaldino Ubaldini, nobile italiano

## XVII secolo(33)
- 1601 - Melezio I Pegas, arcivescovo ortodosso greco (n. 1549)
- 1604 - Luigi Gontrano di Nassau-Katzenelnbogen, nobile e generale olandese (n. 1575)
- 1608 - Flaminio Filonardi, vescovo cattolico e storico italiano (n. 1541)
- 1611 - Giulio Cesare Gabussi, compositore italiano (n. 1555)
- 1612 - Basilio IV di Moscovia, sovrano russo (n. 1552)
- 1624 - Ketevan, regina georgiana
- 1625 - Giovanni Da Lezze, militare e politico italiano (n. 1554)
- 1633 - Ludovico Settala, medico e traduttore italiano (n. 1550)
- 1636 - Giovanni Pietro Volpi, vescovo cattolico italiano (n. 1585)
- 1642 - Enrico di Cinq-Mars, francese (n. 1620)
- 1642 - François Auguste de Thou, magistrato francese (n. 1607)
- 1645 - Felice Crova, vescovo cattolico italiano
- 1651 - Félix Castello, pittore spagnolo (n. 1595)
- 1651 - William Hamilton, II duca di Hamilton, nobile, militare e politico scozzese (n. 1616)
- 1652 - Johann von Werth, generale tedesco (n. 1595)
- 1656 - Erasmo di Bartolo, compositore italiano (n. 1606)
- 1656 - Philip Stanhope, I conte di Chesterfield, nobile inglese (n. 1584)
- 1660 - Jacob Cats, poeta, giurista e politico olandese (n. 1577)
- 1661 - Christoph Bach, musicista tedesco (n. 1613)
- 1663 - Ottavio I Gonzaga, nobile e militare italiano (n. 1622)
- 1665 - Jean Bolland, gesuita e storico belga (n. 1596)
- 1669 - Paolo Sforza, marchese di Proceno, nobile e militare italiano (n. 1602)
- 1670 - Frans Denys, pittore fiammingo
- 1672 - Tanneguy Le Fèvre, filologo e traduttore francese (n. 1615)
- 1674 - Nicolaes Tulp, medico e politico olandese (n. 1593)
- 1677 - Tønne Huitfeldt, militare norvegese (n. 1625)
- 1677 - Carlo Massimo, cardinale, politico e numismatico italiano (n. 1620)
- 1678 - Carlo Rosa, pittore italiano (n. 1613)
- 1683 - Alfonso VI del Portogallo, sovrano (n. 1643)
- 1684 - Johann Rosenmüller, compositore tedesco (n. 1619)
- 1687 - Muazzez Sultan, ottomana
- 1691 - Giovanni Giorgio III di Sassonia, nobile tedesco (n. 1647)
- 1693 - Gabrielle de Rochechouart de Mortemart, nobildonna francese (n. 1633)

## XVIII secolo(23)
- 1706 - Marcantonio Grillo, III marchese di Clarafuente, nobile italiano (n. 1643)
- 1707 - Étienne Le Camus, cardinale e vescovo cattolico francese (n. 1632)
- 1719 - Johann Joachim Schöpffer, giurista tedesco (n. 1661)
- 1722 - André Dacier, filologo, traduttore e scrittore francese (n. 1651)
- 1732 - Jean-Philippe-Eugène de Mérode-Westerloo, nobile e militare belga (n. 1674)
- 1734 - Joseph Le Moyne de Sérigny, militare francese (n. 1668)
- 1735 - Cleria Cesarini, nobildonna italiana (n. 1655)
- 1739 - Ernesto Luigi d'Assia-Darmstadt, nobile (n. 1667)
- 1739 - Reinhard Keiser, musicista e compositore tedesco (n. 1674)
- 1748 - Anne Bracegirdle, attrice teatrale inglese (n. 1671)
- 1749 - Ottavio Gasparini, vescovo cattolico e diplomatico italiano (n. 1676)
- 1751 - Maria Anna Carolina del Palatinato-Neuburg, nobile tedesca (n. 1693)
- 1759 - Carlo Antonio di Schleswig-Holstein-Sonderburg-Beck, nobile tedesco (n. 1727)
- 1763 - Camillo I Borghese, nobile italiano (n. 1693)
- 1763 - Johann Joseph Couven, architetto tedesco (n. 1701)
- 1764 - Jean-Philippe Rameau, compositore, clavicembalista e organista francese (n. 1683)
- 1768 - Joseph-Nicolas Delisle, astronomo francese (n. 1688)
- 1771 - Alessio Simmaco Mazzocchi, presbitero, filologo e biblista italiano (n. 1684)
- 1778 - Luigi di Meclemburgo-Schwerin, duca tedesco (n. 1725)
- 1779 - Richard Grenville-Temple, II conte Temple, politico britannico (n. 1711)
- 1781 - Peter Scheemakers, scultore fiammingo (n. 1691)
- 1789 - Franz Xaver Richter, compositore ceco (n. 1709)
- 1792 - Ulrica Luisa di Solms-Braunfels, contessa (n. 1731)

## XIX secolo(54)
- 1810 - Pietro Marco Zaguri, vescovo cattolico italiano (n. 1738)
- 1811 - Antonín Theodor Colloredo-Waldsee, cardinale e arcivescovo cattolico austriaco (n. 1729)
- 1812 - Pëtr Ivanovič Bagration, generale russo (n. 1765)
- 1812 - Elias Stein, scacchista olandese (n. 1748)
- 1813 - Edmund Randolph, politico statunitense (n. 1753)
- 1819 - Gebhard Leberecht von Blücher, feldmaresciallo prussiano (n. 1742)
- 1819 - Alessandro Malvasia, cardinale italiano (n. 1748)
- 1822 - Michele Morelli, patriota e militare italiano (n. 1792)
- 1822 - Giuseppe Silvati, patriota e militare italiano (n. 1791)
- 1824 - Louis Albert Bacler d'Albe, generale, cartografo e pittore francese (n. 1761)
- 1828 - Sven Ingemar Ljungh, naturalista svedese (n. 1757)
- 1829 - Gustave Dugazon, compositore francese (n. 1781)
- 1829 - Iakovos Tombazis, ammiraglio greco (n. 1782)
- 1831 - Jippensha Ikku, scrittore giapponese (n. 1765)
- 1836 - Christian Dietrich Grabbe, drammaturgo e commediografo tedesco (n. 1801)
- 1837 - Cesare Brancadoro, cardinale e arcivescovo cattolico italiano (n. 1755)
- 1845 - Arthur Hill, III marchese del Downshire, nobile e politico irlandese (n. 1788)
- 1846 - Vincenzo Gabussi, compositore italiano (n. 1800)
- 1847 - Maria Luisa Prosperi, religiosa italiana (n. 1799)
- 1851 - Lorenzo Nottolini, architetto e ingegnere italiano (n. 1787)
- 1854 - Charles-François Brisseau de Mirbel, botanico e politico francese (n. 1776)
- 1856 - August Emil Braun, archeologo tedesco (n. 1809)
- 1860 - William Walker, medico, avvocato e giornalista statunitense (n. 1824)
- 1866 - Emanuele Marongiu Nurra, giurista, arcivescovo cattolico e scrittore italiano (n. 1794)
- 1871 - Júlio Dinis, scrittore e medico portoghese (n. 1839)
- 1871 - Dmitrij Nikolaevič Šeremetev, ufficiale russo (n. 1803)
- 1874 - François Guizot, politico e storico francese (n. 1787)
- 1876 - Henry A. Wise, politico statunitense (n. 1806)
- 1876 - Anastasius Grün, poeta e politico austriaco (n. 1806)
- 1877 - Julius Rietz, compositore e direttore d'orchestra tedesco (n. 1812)
- 1879 - Peter Arnold Heise, compositore danese (n. 1830)
- 1883 - Wilhelm Lauche, agronomo tedesco (n. 1827)
- 1884 - Federico Odorici, bibliotecario e storico italiano (n. 1807)
- 1885 - Karl Hermann Bitter, politico e saggista prussiano (n. 1813)
- 1885 - Hans Canon, pittore austriaco (n. 1829)
- 1885 - Théodore-Augustin Forcade, arcivescovo cattolico francese (n. 1816)
- 1885 - Agostino Plutino, politico italiano (n. 1810)
- 1885 - Ranbir Singh, sovrano indiano (n. 1830)
- 1887 - Washington Bartlett, politico statunitense (n. 1824)
- 1887 - August von Werder, generale prussiano (n. 1808)
- 1888 - Richard Anthony Proctor, astronomo inglese (n. 1837)
- 1889 - Numa Denis Fustel de Coulanges, storico francese (n. 1830)
- 1890 - Tommaso Michele Salzano, arcivescovo cattolico e teologo italiano (n. 1807)
- 1892 - August Müller, orientalista tedesco (n. 1848)
- 1892 - Grazioso Spazzi, scultore italiano (n. 1816)
- 1892 - Prospero Viani, filologo, biografo e bibliotecario italiano (n. 1812)
- 1893 - Matteo Muratori, politico italiano (n. 1810)
- 1895 - Luigi Bonati, politico italiano (n. 1820)
- 1895 - Cristoforo Bonavino, presbitero, filosofo e teologo italiano (n. 1821)
- 1895 - Kerala Varma V, principe indiano (n. 1846)
- 1896 - Giovanni Barbavara di Gravellona, politico italiano (n. 1813)
- 1896 - Ettore Cercone, pittore e militare italiano (n. 1850)
- 1897 - Paul Yorck von Wartenburg, filosofo e giurista tedesco (n. 1835)
- 1899 - Cornelius Vanderbilt II, imprenditore statunitense (n. 1843)

## XX secolo(238)
- 1901 - Matteo Renato Imbriani, politico italiano (n. 1843)
- 1902 - Samuel Rosenthal, scacchista e giornalista polacco (n. 1837)
- 1904 - Francesco Vitalini, incisore e pittore italiano (n. 1865)
- 1905 - John Rogan, statunitense (n. 1868)
- 1906 - Giovanni Battista Cerletti, ingegnere e enologo italiano (n. 1846)
- 1906 - Ernesto Cesaro, matematico italiano (n. 1859)
- 1907 - Ilia Ch'avch'avadze, scrittore, poeta e giornalista georgiano (n. 1837)
- 1907 - Muhammad Akram Khan, principe pakistano (n. 1858)
- 1907 - Amilcare Puviani, economista italiano (n. 1854)
- 1908 - Henri Bouchet-Doumenq, pittore francese (n. 1834)
- 1911 - Ansano Giovannelli, fantino italiano (n. 1858)
- 1911 - Christian Gerhard Leopold, ginecologo tedesco (n. 1846)
- 1912 - José Inocencio Arias, militare e politico argentino (n. 1846)
- 1912 - Pierre-Hector Coullié, cardinale e arcivescovo cattolico francese (n. 1829)
- 1912 - Henri-Alexandre Danlos, dermatologo francese (n. 1844)
- 1912 - Georg Geyer, pittore austriaco (n. 1823)
- 1913 - Aleksandra Sergeevna Al'bedinskaja, nobildonna russa (n. 1834)
- 1914 - Victor Fastre, ciclista su strada belga (n. 1890)
- 1916 - Henri Leclerc, cavaliere francese (n. 1872)
- 1916 - Bernhard Riedel, chirurgo tedesco (n. 1846)
- 1916 - Tito Troja, pittore italiano (n. 1847)
- 1917 - Athos Casarini, pittore italiano (n. 1883)
- 1917 - Eleonora di Reuss-Köstritz, nobile tedesca (n. 1860)
- 1918 - George Reid, politico britannico (n. 1845)
- 1919 - Leonid Nikolaevič Andreev, scrittore e drammaturgo russo (n. 1871)
- 1919 - Thomas Frederick Price, presbitero e missionario statunitense (n. 1860)
- 1920 - Ferdinand Feyerick, schermidore belga (n. 1865)
- 1920 - Ernst Leitz I, ottico e imprenditore tedesco (n. 1843)
- 1921 - Ferdinand Julian Egeberg, militare norvegese (n. 1842)
- 1922 - Stefano Bardini, collezionista d'arte italiano (n. 1836)
- 1922 - Évariste Carpentier, pittore belga (n. 1845)
- 1923 - Jules Violle, fisico e inventore francese (n. 1841)
- 1924 - Giulio Cantalamessa, museologo, pittore e critico d'arte italiano (n. 1846)
- 1924 - Armando Casalini, politico italiano (n. 1883)
- 1926 - George Washington Maher, architetto statunitense (n. 1864)
- 1927 - Walther Amelung, archeologo tedesco (n. 1865)
- 1927 - Sarah Frances Whiting, fisica e astronoma statunitense (n. 1847)
- 1928 - Mary Richmond, sociologa statunitense (n. 1861)
- 1928 - William Milligan Sloane, storico statunitense (n. 1850)
- 1930 - Amalia Freud, nobildonna austro-ungarica (n. 1835)
- 1930 - Giuseppe Genoese Zerbi, politico italiano (n. 1870)
- 1933 - Charles Adams Platt, architetto, pittore e incisore statunitense (n. 1861)
- 1933 - Leonard James Rogers, matematico britannico (n. 1862)
- 1934 - Ekaterina Breško-Breškovskaja, rivoluzionaria russa (n. 1844)
- 1936 - Hermann Hirt, glottologo e insegnante tedesco (n. 1865)
- 1936 - Muhammad Zaman Khan, principe pakistano (n. 1874)
- 1936 - Stefano di San Giuseppe, religioso spagnolo (n. 1880)
- 1937 - Giuseppe Colli di Felizzano, diplomatico italiano (n. 1870)
- 1938 - Arturo di Connaught, principe inglese (n. 1883)
- 1938 - Maria Antonietta di Borbone-Due Sicilie, nobile italiana (n. 1851)
- 1939 - David Hunter Blair, scrittore e abate scozzese (n. 1853)
- 1939 - Fëdor Raskol'nikov, giornalista, politico e rivoluzionario russo (n. 1892)
- 1941 - Otakar Mazal, calciatore cecoslovacco (n. 1894)
- 1941 - Paolo Schirò, vescovo cattolico italiano (n. 1866)
- 1941 - Eugen von Schobert, generale tedesco (n. 1883)
- 1941 - Joseph Stenhouse, navigatore, esploratore e militare scozzese (n. 1887)
- 1942 - Marion Dunlop, attivista e politica britannica (n. 1864)
- 1942 - Egisto Perino, generale e aviatore italiano (n. 1896)
- 1943 - Giuseppe Castelli, vescovo cattolico italiano (n. 1871)
- 1943 - Bruno Conti, militare e partigiano italiano (n. 1911)
- 1943 - George F. Hopkinson, generale britannico (n. 1895)
- 1943 - Eugenio Leoni, presbitero italiano (n. 1880)
- 1943 - Andrea Mansi, marinaio italiano (n. 1919)
- 1944 - Alberto Alessio, matematico e esperantista italiano (n. 1872)
- 1944 - Wilhelm Crisolli, generale tedesco (n. 1895)
- 1944 - Giovanni Girardini, partigiano italiano (n. 1922)
- 1944 - Costante Lussana, mezzofondista italiano (n. 1892)
- 1944 - Art Stickney, golfista statunitense (n. 1879)
- 1945 - Alfred Codrington, generale inglese (n. 1854)
- 1945 - Bob Hawkes, calciatore inglese (n. 1880)
- 1945 - Hajime Sugiyama, generale giapponese (n. 1880)
- 1945 - William Wallace, militare statunitense (n. 1866)
- 1946 - Frida Richard, attrice austriaca (n. 1873)
- 1947 - Sebastian Baur, compositore e direttore d'orchestra austriaco (n. 1878)
- 1947 - Oscar Di Maio, attore teatrale e drammaturgo italiano (n. 1887)
- 1948 - Angelo Sammarco, storico italiano (n. 1883)
- 1948 - Walter Schimana, militare austriaco (n. 1898)
- 1948 - Carlo Servolini, pittore italiano (n. 1876)
- 1948 - Evangelista Valli, insegnante e antifascista italiano (n. 1894)
- 1949 - Erik Adolf von Willebrand, medico finlandese (n. 1870)
- 1951 - Giulio Augusto Levi, italianista e critico letterario italiano (n. 1879)
- 1951 - Ethel Warwick, attrice e modella britannica (n. 1882)
- 1952 - René Grousset, storico e orientalista francese (n. 1885)
- 1953 - Giuseppe Bagnera, politico italiano (n. 1898)
- 1953 - Domenico Farioli, politico italiano (n. 1887)
- 1953 - James Hamilton, III duca di Abercorn, nobile e politico britannico (n. 1869)
- 1953 - Hugo Schmeisser, inventore tedesco (n. 1884)
- 1953 - Lewis Stone, attore statunitense (n. 1879)
- 1955 - Alfredo Baccelli, scrittore e politico italiano (n. 1863)
- 1956 - Hans Carossa, scrittore e poeta tedesco (n. 1878)
- 1956 - Arthur Downes, velista britannico (n. 1883)
- 1956 - Emilio Sommariva, fotografo e pittore italiano (n. 1883)
- 1957 - Albert Cobo, politico statunitense (n. 1893)
- 1957 - José Lins do Rego, scrittore e sceneggiatore brasiliano (n. 1901)
- 1957 - Viktor Ravasz, politico slovacco (n. 1887)
- 1957 - Giacomo Rosso, vescovo cattolico italiano (n. 1885)
- 1958 - Kyūji Kubo, ammiraglio giapponese (n. 1888)
- 1959 - Shin'ichi Himori, attore giapponese (n. 1907)
- 1960 - Dino Borgioli, tenore italiano (n. 1891)
- 1960 - Curt Goetz, drammaturgo, sceneggiatore e attore tedesco (n. 1888)
- 1960 - Alfred Healey, ostacolista e velocista britannico (n. 1879)
- 1961 - Horace Barnes, calciatore inglese (n. 1891)
- 1961 - Arturo Ferrario, ciclista su strada italiano (n. 1891)
- 1963 - Mervyn Archdall Ellison, astronomo irlandese (n. 1909)
- 1963 - Alberto Teisaire, militare e politico argentino (n. 1891)
- 1964 - Sergiusz Piasecki, scrittore polacco (n. 1901)
- 1965 - Chris Berger, velocista olandese (n. 1911)
- 1965 - Lucian Truscott, generale statunitense (n. 1895)
- 1966 - Florence E. Allen, giudice statunitense (n. 1884)
- 1966 - Iosif Czako, calciatore rumeno (n. 1906)
- 1966 - Robert Joyaut, calciatore francese (n. 1900)
- 1966 - Heinrich Stuhlfauth, calciatore tedesco (n. 1896)
- 1967 - Vladimir Bartol, scrittore sloveno (n. 1903)
- 1967 - Mirko Gruden, allenatore di calcio e calciatore italiano (n. 1911)
- 1968 - Giuseppe Brion, imprenditore italiano (n. 1909)
- 1968 - Fridtjof Kaulbach, attore tedesco (n. 1901)
- 1968 - Ryszard Siwiec, patriota polacco (n. 1909)
- 1968 - Louis Willoughby, attore e regista britannico (n. 1876)
- 1969 - William Henry Chamberlin, storico e giornalista statunitense (n. 1897)
- 1969 - Charles Foulkes, generale canadese (n. 1903)
- 1969 - Giovanni Malesci, pittore e decoratore italiano (n. 1884)
- 1969 - Terry de la Mesa Allen, generale statunitense (n. 1888)
- 1970 - George Terwilliger, regista e sceneggiatore statunitense (n. 1882)
- 1970 - Christian Zervos, storico dell'arte, saggista e editore greco (n. 1889)
- 1971 - Ferruccio Castiglioni, scacchista italiano (n. 1921)
- 1971 - Walter Egan, golfista statunitense (n. 1881)
- 1971 - Carlo Foà, fisiologo e patologo italiano (n. 1880)
- 1971 - Elinor Kershaw, attrice statunitense (n. 1884)
- 1971 - Edgar Wind, storico dell'arte tedesco (n. 1900)
- 1972 - William Boyd, attore statunitense (n. 1895)
- 1972 - Vincenzo Menghi, politico italiano (n. 1888)
- 1973 - Ulpiano Babol, nuotatore filippino (n. 1936)
- 1973 - Mario Bianchi, ciclista su strada italiano (n. 1905)
- 1973 - Gino Campese, pianista, compositore e direttore d'orchestra italiano (n. 1914)
- 1973 - Magdeleine Marx-Paz, scrittrice, giornalista e politica francese (n. 1889)
- 1973 - Marjorie Merriweather Post, imprenditrice, socialite e filantropa statunitense (n. 1887)
- 1973 - Arrigo Muggiani, cestista, allenatore di pallacanestro e dirigente sportivo italiano (n. 1889)
- 1973 - Armas Toivonen, maratoneta finlandese (n. 1899)
- 1974 - Nikita Aleksandrovič Romanov, principe russo (n. 1900)
- 1975 - Gösta Andersson, lottatore svedese (n. 1917)
- 1975 - Secondo Pessi, politico, partigiano e sindacalista italiano (n. 1905)
- 1975 - Gene Ronzani, giocatore di football americano e allenatore di football americano statunitense (n. 1909)
- 1975 - Inga Tidblad, attrice e doppiatrice svedese (n. 1901)
- 1977 - Stephen Biko, attivista sudafricano (n. 1946)
- 1977 - Robert Lowell, poeta statunitense (n. 1917)
- 1977 - Miro Rys, calciatore cecoslovacco (n. 1957)
- 1977 - Mario Silla, politico, partigiano e antifascista italiano (n. 1891)
- 1978 - Frank Ferguson, attore statunitense (n. 1906)
- 1978 - Otto Eduard Hasse, attore e doppiatore tedesco (n. 1903)
- 1978 - Andreas Johansen, calciatore norvegese (n. 1901)
- 1979 - Filadelfio Caroniti, funzionario e politico italiano (n. 1906)
- 1979 - Filippo Caruso, generale e partigiano italiano (n. 1884)
- 1979 - Les Clark, animatore e regista statunitense (n. 1907)
- 1979 - Joseph Frantz, militare e aviatore francese (n. 1890)
- 1979 - Jocelyne LaGarde, attrice francese (n. 1924)
- 1979 - François Masai, filologo e storico belga (n. 1909)
- 1979 - Aleksandr Veniaminovič Mačeret, regista cinematografico sovietico (n. 1896)
- 1979 - Josef Müller, politico tedesco (n. 1898)
- 1980 - André Chéron, scacchista e compositore di scacchi francese (n. 1895)
- 1980 - Hans Trier Hansen, ginnasta danese (n. 1893)
- 1980 - Adolfo Mandosso, calciatore italiano (n. 1904)
- 1980 - Lillian Randolph, attrice, doppiatrice e cantante statunitense (n. 1898)
- 1980 - Nino Ravasini, compositore italiano (n. 1900)
- 1981 - Gian Giacomo Dalmasso, fumettista, umorista e militare italiano (n. 1907)
- 1981 - Mario De Cesare, prefetto italiano (n. 1895)
- 1981 - Eugenio Montale, poeta, scrittore e traduttore italiano (n. 1896)
- 1981 - Ángel Perucca, calciatore argentino (n. 1918)
- 1982 - Federico Moreno Torroba, compositore spagnolo (n. 1891)
- 1983 - Sabin Carr, astista statunitense (n. 1904)
- 1983 - Luigi Dodi, architetto, ingegnere e urbanista italiano (n. 1900)
- 1983 - Willy Fleckhaus, designer tedesco (n. 1925)
- 1983 - Wolf Hagemann, generale tedesco (n. 1898)
- 1983 - Félix Pérez Marcos, calciatore spagnolo (n. 1901)
- 1984 - Lola Anglada, scrittrice e disegnatrice spagnola (n. 1892)
- 1984 - Yvon Petra, tennista francese (n. 1916)
- 1985 - Erminio Bullio, imprenditore italiano (n. 1905)
- 1985 - Leon Suryn, militare e aviatore polacco (n. 1908)
- 1986 - Ernst Haas, fotografo austriaco (n. 1921)
- 1986 - Jacques Henri Lartigue, fotografo e pittore francese (n. 1894)
- 1986 - Gerhard Rohlfs, filologo, linguista e glottologo tedesco (n. 1892)
- 1986 - Annibale Ruccello, drammaturgo, attore e regista teatrale italiano (n. 1956)
- 1987 - Joseph Collins, generale statunitense (n. 1896)
- 1987 - John Qualen, attore canadese (n. 1899)
- 1988 - Emanuele Casamassima, bibliotecario e paleografo italiano (n. 1916)
- 1988 - Stephen B. Grimes, scenografo statunitense (n. 1927)
- 1988 - Bill Mitchell, designer statunitense (n. 1912)
- 1988 - Lauris Norstad, generale statunitense (n. 1907)
- 1989 - Anton Lubowski, politico namibiano (n. 1952)
- 1989 - Sterjo Spasse, scrittore, insegnante e pedagogista albanese (n. 1914)
- 1990 - Ivo Curtini, pallanuotista jugoslavo (n. 1922)
- 1990 - Claude Mondésert, teologo francese (n. 1906)
- 1990 - Sandro Sinigaglia, poeta e partigiano italiano (n. 1921)
- 1991 - Tina Centi, cantante italiana (n. 1933)
- 1991 - Franz Keller, psicologo, attivista e scrittore svizzero (n. 1913)
- 1991 - Chris Von Erich, wrestler statunitense (n. 1969)
- 1992 - Anthony Perkins, attore, regista e sceneggiatore statunitense (n. 1932)
- 1992 - Ron Woodroof, imprenditore statunitense (n. 1950)
- 1993 - Antonio Balasso, aviatore italiano (n. 1919)
- 1993 - Raymond Burr, attore canadese (n. 1917)
- 1993 - Roy Clark, attore neozelandese (n. 1903)
- 1993 - Charles Lamont, regista statunitense (n. 1895)
- 1993 - Sidney Lanfield, regista, musicista e cabarettista statunitense (n. 1898)
- 1993 - Bianca Pittoni, politica italiana (n. 1904)
- 1994 - Avtandil Ch'k'uaseli, calciatore sovietico (n. 1931)
- 1994 - Jean-Baptiste Duroselle, storico francese (n. 1917)
- 1994 - Boris Borisovič Egorov, cosmonauta e medico sovietico (n. 1937)
- 1994 - Tom Ewell, attore statunitense (n. 1909)
- 1995 - Jeremy Brett, attore britannico (n. 1933)
- 1995 - Grahame Clark, archeologo britannico (n. 1907)
- 1995 - Aristóbulo Deambrossi, calciatore argentino (n. 1917)
- 1995 - Tom Helmore, attore inglese (n. 1904)
- 1995 - Yasutomo Nagai, pilota motociclistico giapponese (n. 1965)
- 1995 - Aldo Novarese, grafico italiano (n. 1920)
- 1995 - Ernest Pohl, calciatore polacco (n. 1932)
- 1996 - Mikalaj Jafrėmavič Aŭchimovič, politico sovietico (n. 1907)
- 1996 - Eleazar de Carvalho, direttore d'orchestra, compositore e docente brasiliano (n. 1912)
- 1996 - Ernesto Geisel, generale e politico brasiliano (n. 1908)
- 1996 - Ricardo López, criminale uruguaiano (n. 1975)
- 1996 - Konstantin Stepanovič Kuzakov, politico e giornalista sovietico (n. 1911)
- 1997 - Stig Anderson, imprenditore svedese (n. 1931)
- 1997 - Elsa De Giorgi, attrice, regista e scrittrice italiana (n. 1914)
- 1997 - Dea Garbaccio, cantante italiana (n. 1919)
- 1997 - Judith Merril, autrice di fantascienza statunitense (n. 1923)
- 1997 - Judit Horváth, cestista ungherese (n. 1963)
- 1997 - Donato Piazza, ciclista su strada e pistard italiano (n. 1930)
- 1998 - Ángel Chiclana, italianista e traduttore spagnolo (n. 1935)
- 1998 - Ilario Fiore, giornalista e scrittore italiano (n. 1925)
- 1998 - Azem Hajdari, politico albanese (n. 1963)
- 1998 - Manlio Pacini, calciatore italiano (n. 1913)
- 1998 - Henry Spira, attivista statunitense (n. 1927)
- 1999 - Bill Quackenbush, hockeista su ghiaccio canadese (n. 1922)
- 1999 - Allen Stack, nuotatore statunitense (n. 1928)
- 2000 - Giuseppe Auletta, giurista italiano (n. 1913)
- 2000 - Gary Olsen, attore britannico (n. 1957)
- 2000 - Alfredo Pasotti, ciclista su strada italiano (n. 1925)
- 2000 - Giuseppe Poggi Longostrevi, medico e dirigente d'azienda italiano (n. 1936)
- 2000 - Stanley Turrentine, sassofonista statunitense (n. 1934)
- 2000 - Florentino Zabalza Iturri, vescovo cattolico spagnolo (n. 1924)

## XXI secolo(115)
- 2001 - Alberto Melucci, sociologo italiano (n. 1943)
- 2001 - Marilyn Meseke, modella statunitense (n. 1916)
- 2001 - Victor Wong, attore statunitense (n. 1927)
- 2002 - Giovanni Boffa, poeta e insegnante svizzero (n. 1922)
- 2002 - Mitsuo Ikeda, lottatore giapponese (n. 1935)
- 2002 - Giulio Prunai, archivista italiano (n. 1906)
- 2003 - Johnny Cash, cantautore e chitarrista statunitense (n. 1932)
- 2003 - Claude Gagnière, scrittore francese (n. 1928)
- 2003 - Grytzko Mascioni, scrittore svizzero (n. 1936)
- 2003 - Vincenzo Scarlato, politico italiano (n. 1921)
- 2003 - Giorgia Toniolatti, architetta italiana (n. 1927)
- 2003 - Casimiro Vizzini, politico e dirigente sportivo italiano (n. 1920)
- 2004 - Max Abramovitz, architetto statunitense (n. 1908)
- 2004 - Ahmed Dini Ahmed, politico gibutiano (n. 1932)
- 2004 - Lisi Natoli, scrittore e drammaturgo italiano (n. 1941)
- 2005 - Giovanni Bellinzona, politico italiano (n. 1928)
- 2005 - Serge Lang, matematico francese (n. 1927)
- 2005 - Fritz Schilgen, mezzofondista tedesco (n. 1906)
- 2005 - Erich Schöppner, pugile tedesco (n. 1932)
- 2006 - Giovanni Casale, calciatore italiano (n. 1923)
- 2007 - Dusty Anderson, attrice statunitense (n. 1918)
- 2007 - Bobby Byrd, musicista, cantante e produttore discografico statunitense (n. 1934)
- 2007 - Giovanni Cogoni, vescovo cattolico italiano (n. 1916)
- 2008 - Camila Ashland, attrice statunitense (n. 1911)
- 2008 - Simon Hantaï, pittore ungherese (n. 1922)
- 2008 - László Novakovszky, cestista ungherese (n. 1923)
- 2008 - Ferenc Velkei, cestista e pallamanista ungherese (n. 1915)
- 2008 - David Foster Wallace, scrittore e saggista statunitense (n. 1962)
- 2009 - Alan Chávez, attore messicano (n. 1990)
- 2009 - Jack Kramer, tennista statunitense (n. 1921)
- 2009 - Erich Leo Lehmann, statistico statunitense (n. 1917)
- 2009 - Armando Manhiça, calciatore portoghese (n. 1943)
- 2009 - Willy Ronis, fotografo francese (n. 1910)
- 2009 - Kurt Siebenhaar, cestista e allenatore di pallacanestro tedesco (n. 1928)
- 2009 - Ghan Singh, saggista e poeta indiano (n. 1929)
- 2009 - Levan Aleksandrovič Šengelija, pittore e regista sovietico (n. 1921)
- 2010 - Pietro Calabrese, giornalista italiano (n. 1944)
- 2010 - Claude Chabrol, regista, sceneggiatore e attore francese (n. 1930)
- 2010 - Antonina Pirožkova, ingegnere e scrittrice russa (n. 1909)
- 2010 - Karl Schirra, calciatore tedesco (n. 1928)
- 2010 - Claudia Vinciguerra, giornalista, critica cinematografica e critica televisiva italiana (n. 1923)
- 2010 - Giulio Zignoli, calciatore italiano (n. 1946)
- 2011 - Rasso di Baviera, nobile tedesco (n. 1926)
- 2011 - Aleksandr Galimov, hockeista su ghiaccio russo (n. 1985)
- 2012 - Cesare Colafemmina, storico, scrittore e biblista italiano (n. 1933)
- 2012 - Davor Grčić, calciatore jugoslavo (n. 1930)
- 2012 - Rafał Piszcz, canoista polacco (n. 1940)
- 2012 - Sid Watkins, neurologo e chirurgo inglese (n. 1928)
- 2013 - Ray Dolby, inventore, ingegnere e fisico statunitense (n. 1933)
- 2013 - William A. Graham, regista statunitense (n. 1926)
- 2013 - Erich Loest, scrittore tedesco (n. 1926)
- 2013 - Candace Pert, neuroscienziata e farmacologa statunitense (n. 1946)
- 2013 - Otto Sander, attore e doppiatore tedesco (n. 1941)
- 2013 - Frank Tripucka, giocatore di football americano statunitense (n. 1927)
- 2014 - Nori Andreini Galli, poetessa, scrittrice e saggista italiana (n. 1927)
- 2014 - Henri-Gérard Augustine, allenatore di calcio e calciatore francese (n. 1924)
- 2014 - John Bardon, attore inglese (n. 1939)
- 2014 - Fred Britton, giocatore di curling canadese (n. 1932)
- 2014 - John Gustafson, bassista e cantante britannico (n. 1942)
- 2014 - Lonnie Lynn, cestista statunitense (n. 1943)
- 2014 - Ian Paisley, politico nordirlandese (n. 1926)
- 2014 - Petros Papavassiliou, pittore greco (n. 1928)
- 2014 - Warren Perkins, cestista statunitense (n. 1924)
- 2014 - Joe Sample, pianista e compositore statunitense (n. 1939)
- 2014 - Donald Sinden, attore britannico (n. 1923)
- 2014 - Atif 'Ubayd, politico egiziano (n. 1931)
- 2014 - Filiz Şaybak, militare e attivista curda (n. 1982)
- 2015 - Melvin Bernhardt, regista statunitense (n. 1931)
- 2015 - Arrigo Delladio, fondista italiano (n. 1928)
- 2015 - Frank D. Gilroy, drammaturgo, regista e sceneggiatore statunitense (n. 1925)
- 2015 - Salvo, artista italiano (n. 1947)
- 2015 - Giulio Mortera, tuffatore e nuotatore italiano (n. 1946)
- 2015 - Vittoria Piancastelli, attrice italiana (n. 1965)
- 2015 - Helga Schultze, tennista tedesca (n. 1940)
- 2015 - Ron Springett, calciatore inglese (n. 1935)
- 2015 - Riccardo Terzi, sindacalista e politico italiano (n. 1941)
- 2016 - Ali Javan, fisico e inventore iraniano (n. 1926)
- 2016 - Celso Posio, calciatore italiano (n. 1931)
- 2017 - Richard Gendall, linguista, scrittore e musicista britannico (n. 1924)
- 2017 - Sonja Mrak, cestista jugoslava (n. 1937)
- 2017 - Morena Amabile Pagliai, politica italiana (n. 1929)
- 2017 - Nicoletta Panni, soprano italiano (n. 1933)
- 2017 - Edith Windsor, attivista statunitense (n. 1929)
- 2018 - Luigi Bandini Buti, architetto italiano (n. 1930)
- 2018 - Ezio Bettini, calciatore italiano (n. 1932)
- 2018 - Paul Kunz, fisico e informatico statunitense (n. 1942)
- 2018 - Walter Mischel, psicologo austriaco (n. 1930)
- 2018 - Ermanno Parazzini, compositore, paroliere e produttore discografico italiano (n. 1941)
- 2018 - Bettina Shaw Lawrence, pittrice britannica (n. 1921)
- 2018 - Benedict Ganesh Singh, vescovo cattolico guyanese (n. 1927)
- 2018 - Rachid Taha, cantante e compositore algerino (n. 1958)
- 2019 - ʻAkilisi Pōhiva, attivista e politico tongano (n. 1941)
- 2020 - Navid Afkari, lottatore iraniano (n. 1993)
- 2020 - Carlos Casamiquela, politico e ingegnere argentino (n. 1948)
- 2020 - Barbara Jefford, attrice britannica (n. 1930)
- 2020 - Franco Morganti, saggista italiano (n. 1931)
- 2020 - Florence Howe, scrittrice e storica statunitense (n. 1929)
- 2021 - Fran Bennett, attrice statunitense (n. 1937)
- 2021 - Carlo Chendi, fumettista italiano (n. 1933)
- 2021 - John Shelby Spong, filosofo, teologo e educatore statunitense (n. 1931)
- 2021 - Bruce Spraggins, cestista statunitense (n. 1939)
- 2021 - Fabio Taborre, ciclista su strada italiano (n. 1985)
- 2021 - Iōannīs Theōnas, politico greco (n. 1940)
- 2021 - Gunnar Utterberg, canoista svedese (n. 1942)
- 2021 - Antonio Verini, politico italiano (n. 1936)
- 2022 - PnB Rock, cantautore e rapper statunitense (n. 1991)
- 2022 - Ramsey Lewis, compositore e pianista statunitense (n. 1935)
- 2023 - Benedetto Capizzi, mafioso italiano (n. 1944)
- 2023 - Román Chalbaud, drammaturgo e regista venezuelano (n. 1931)
- 2023 - Dominique Colonna, calciatore e allenatore di calcio francese (n. 1928)
- 2023 - Brandon Hunter, cestista statunitense (n. 1980)
- 2023 - Esmeralda Mallada, astronoma e docente uruguaiana (n. 1937)
- 2023 - Mike Williams, giocatore di football americano statunitense (n. 1987)
- 2024 - Joseph G. Gall, biologo statunitense (n. 1928)
- 2024 - John Haglelgam, politico micronesiano (n. 1949)